# 肖恩·所羅門
肖恩·卡尔·所罗门（英語：Sean Carl Solomon，1945年10月24日—）是一名美国地球物理学家。

## 生平
哥伦比亚大学拉蒙特-多爾蒂地球觀測所的负责人和地球物理學教授。在2012年来到哥伦比亚大学之前，他是华盛顿哥伦比亚特区卡内基科学研究所地磁学系主任。他的研究领域是地球物理学，包括领域有行星地质学、地震学、海洋地球物理学和地球動力學。所罗门曾是美国国家航空航天局的水星项目信使号的首席研究员。他同时是重力回溯及內部結構實驗室和岩石圈地函热柱实验 (PLUME) 的成员。